# Brachiolaria

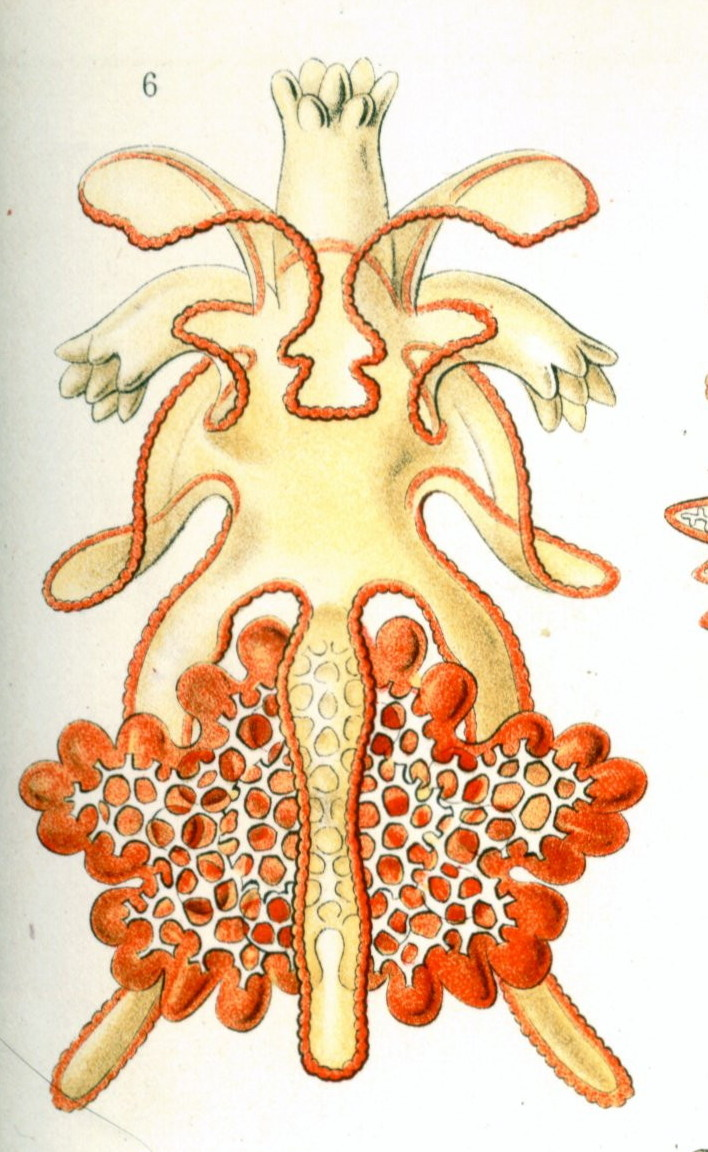
Brachiolarialarve von Asterias sp.. Ernst Haeckel:Kunstformen der Natur

Die Brachiolaria ist eine Larvenform der Stachelhäuter (Echinodermata), die in der Individualentwicklung (Ontogenese) vieler Seesterne (Asteroida) vorkommt. Es handelt sich um eine anfänglich bilateralsymmetrische Form, die nach einer Metamorphose in den fünfstrahligen Seestern (pentamere Symmetrie) umgewandelt wird. Die Vorstufe der Brachiolaria ist die freischwimmende Bipinnaria. Die Brachiolaria besitzt einen Haftapparat mit einer Haftscheibe und drei Haftarmen, mit denen sie sich für die Umwandlung festsetzt.
Namensgebend für diese Larve ist der Haftarm (von lateinisch 'brachium' = Arm).